# Commissie-Lytton

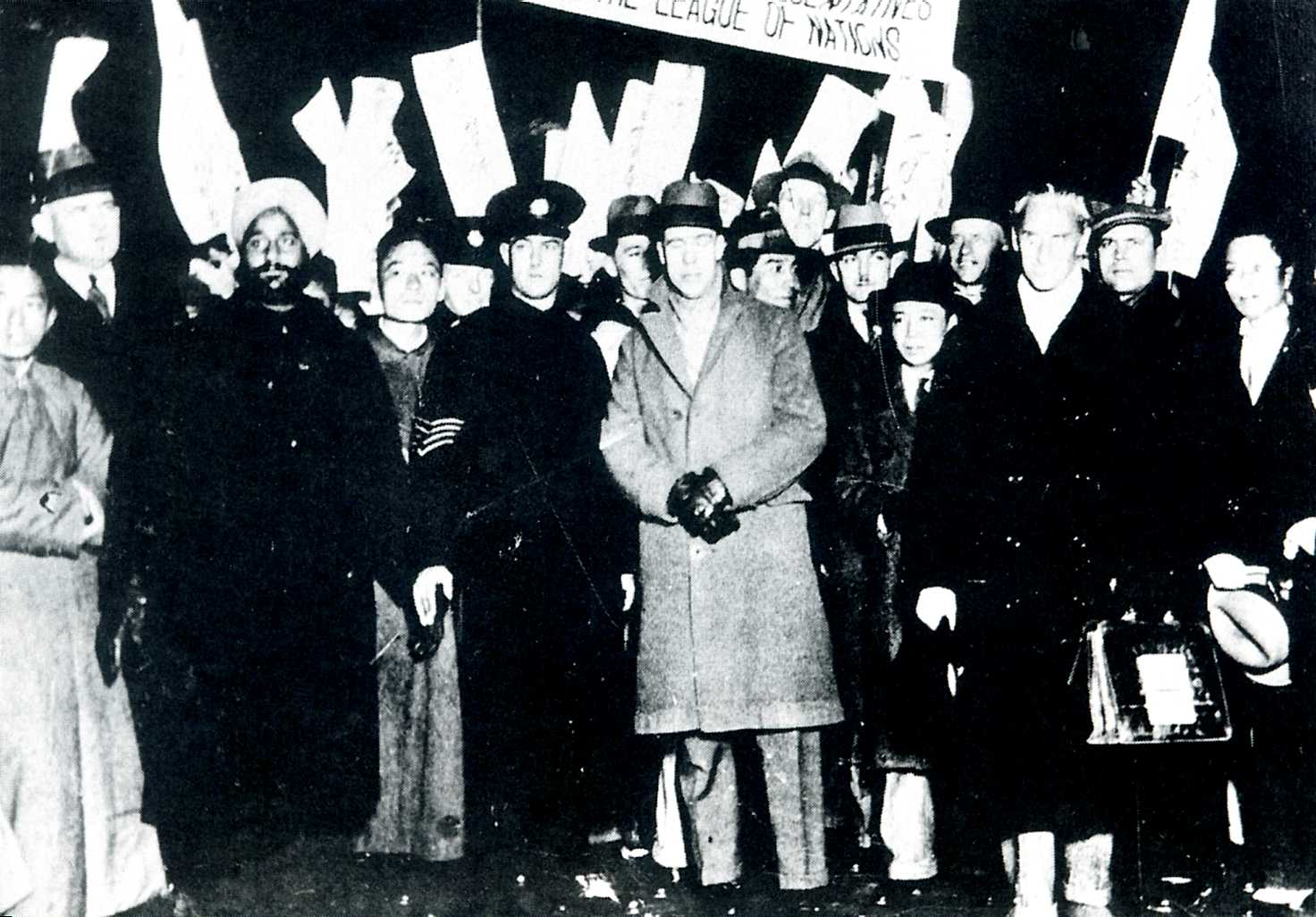
Aankomst van de Commissie-Lytton in Sjanghai.

De commissie-Lytton onderzoekt de plaats van de aanslag.

De commissie-Lytton was een commissie, die in december 1931 werd ingesteld door de Volkenbond om de vijandelijkheden tussen Japan en China te onderzoeken. De naam is afgeleid van de leider van de commissie, de Britse diplomaat Victor Bulwer-Lytton.
Japan was op dat moment Mantsjoerije binnengevallen (zie Mantsjoerije-incident), en was daar sterk in opmars. Ook in Shanghai waren de Japanners uit hun Internationale Concessie getrokken, en hadden de Chinezen tot geruime afstand buiten de stad teruggedreven (zie Shanghai-incident).

## Conclusies en adviezen van de commissie
Toen de commissie in oktober 1932 met haar rapport kwam, had Japan zich uit Shanghai teruggetrokken, maar was het (op een aantal 'rebellen' na) heer en meester over Mantsjoerije, waar de marionettenstaat Mantsjoekwo was gesticht, met ex-keizer Pu Yi aan het hoofd, die echter alleen door Japan werd erkend.
De uitkomst van het rapport was vernietigend tegen de Japanners. De commissie concludeerde dat, hoewel de Japanse zorgen over de behandeling van hun onderdanen in China niet onterecht waren, er geen reden was voor de Japanse militaire actie in september 1931. De oorlog in Mantsjoerije was bewust door de Japanners uitgelokt. Ook was er niets gebleken van een wens van de bevolking van Mantsjoerije om onafhankelijk te worden, en was de staat Mantsjoekwo slechts ontstaan door Japanse druk. De vijandelijkheden rond Shanghai waren wel 'per ongeluk' ontstaan.
De commissie adviseerde dat Mantsjoerije weer onderdeel van China moest worden, maar met een versterkte interne autonomie. Een internationale commissie moest de Japanse belangen in China en Mantsjoerije beschermen, en eventuele verdere conflictstof tussen beide landen oplossen.

## Gevolgen
In februari 1933 werd er in de Volkenbond gestemd over de conclusies en adviezen van de commissie-Lytton, en de terugtrekking van Japan uit Mantsjoerije. Het resultaat was 42 stemmen voor het ongedaan maken van Mantsjoekwo, en 1 stem tegen (van Japan zelf). Japan weigerde deze uitslag te erkennen, en besloot uiteindelijk op 27 maart 1933 uit de Volkenbond te stappen. Door haar traagheid en de ineffectiviteit van haar aanbevelingen toonde de commissie-Lytton eigenlijk voornamelijk aan dat de Volkenbond machteloos geworden was.